# Zumpango de Ocampo
Zumpango de Ocampo ist eine Stadt im mexikanischen Bundesstaat México in der Zona Metropolitana del Valle de México, dem Ballungsraum um Mexiko-Stadt. Zumpango de Ocampo hat etwa 50.000 Einwohner und ist Verwaltungssitz des Municipio Zumpango.
Der Name Zumpango kommt aus dem Nahuatl: tzompantli bedeutet ‚Schädelmauer‘ und -co bedeutet ‚Ort, Stelle‘, Zumpango somit also in etwa ‚Ort der Schädelmauer‘.

Historisches Zentrum von Zumpango de Ocampo